# Heksejagt (dokumentarfilm)
Heksejagt er en dansk udviklingsbistandsfilm fra 2010 instrueret af Nikolai Tuborg Pedersen og Jonas Otto Mattsson.

## Handling
I det nordlige Ghana, tæt på grænsen til Burkina Faso, findes der en hekselandsby. Når en kvinde bliver anklaget for hekseri, har hun valget imellem at flygte til en hekselandsby eller blive slået ihjel af byens øvrige medlemmer. Filmen tager udgangspunkt i et interview med en heks, der fortæller hendes historie og rejse til den hekselandsby, hun nu er bosat i.
I filmen møder seerne en heks der lever fredeligt i en hekselandsby, en ghanesisk lærer der er født og opvokset i byen Navrongo i det nordlige Ghana og en økonomistuderende fra hovedstaden Accra i det sydvestlige Ghana.